# George Moran
George „Bugs“ Moran, geboren als Adelard Leo Cunin (* 21. August 1893 in St. Paul, Minnesota; † 25. Februar 1957 im Bundesgefängnis Leavenworth, Kansas), war ein Mobster in Chicago während der US-amerikanischen Alkoholprohibition von 1919 bis 1933.

## Kindheit und Jugend
George Moran wurde am 21. August 1893 als erster Sohn des eingewanderten Franzosen Jules Cunin und der Frankokanadierin Marie Diana Gobeil als Adelard Leo Cunin geboren. Lange hielt sich die Legende, dass Moran Sohn eines irischen Einwanderers und einer polnischen Einwanderin gewesen sei, die jedoch durch die Historikerin Rose Keefe in ihrer Moran-Biographie widerlegt wurde. Cunin besaß in seinem Leben mehrere Pseudonyme; eines seiner ersten war wohl George Miller, das er jedoch nach seiner ersten Haftstrafe ablegte und stattdessen den irisch angehauchten Namen George Moran annahm, den er in der Folgezeit hauptsächlich nutzte.
Zum ersten Mal kam er 1909 mit dem Gesetz in Konflikt, als er bei einem Raubüberfall erwischt wurde und in eine Jugendbesserungsanstalt gebracht wurde, von der er jedoch bald darauf fliehen konnte. Unterdessen entschloss sich seine Familie, nach Winnipeg, Manitoba umzuziehen und der entflohene Adelard wandte seinen Weg nach Chicago, wo er zugleich einer Bande von Dieben beitrat und nach einem Einbruch erneut festgenommen wurde. Um zu vermeiden, dass bei einer Personalienaufnahme seine Identität als flüchtiger Adelard Cunin erkannt würde, entschloss er sich als Namen George Miller anzugeben. Am 18. Juni 1912 wurde er vorzeitig aus dem Gefängnis entlassen und es wurde verlangt, dass er seine Bewährung in der Kleinstadt Bloomington verbringen solle, doch Cunin plante bereits seine Rückkehr nach Chicago. Doch seine kriminellen Aktivitäten waren weiterhin von wenig Erfolg gekrönt und er wurde wieder verhaftet. Letztendlich wurde er im Sommer 1913 erneut verurteilt und war dadurch gezwungen, bis zum Juni 1917 seine Haftstrafe endgültig abzusitzen. Nach dieser  nannte er sich George Clarence Moran.

## Die Nordseite
Ende Juni 1917 zog es Moran endgültig in die Großstadt und er richtete sich ein Quartier in der North Side Chicagos ein. Dort schloss er gleich Kontakt mit einem Ex-Häftling namens Jack King. Am 14. Juli 1917 wurde Moran von der Polizei zusammen mit King in dessen Wohnung verhaftet, da beide als Verdächtige bei einem Banküberfall galten, bei dem ein Polizist erschossen worden war. Kurz nach der Zeugengegenüberstellung wurde Moran jedoch entlassen, da er nicht als einer der Beteiligten des Überfalls identifiziert wurde. Unklar ist, ob Moran wirklich an dem Überfall beteiligt war, nach diesem Vorfall brach er jedoch den Kontakt zu King ab. Bei einem weiteren Vorfall im Juli 1917 griff ein Mitbürger Moran nach einer hitzigen Diskussion mit einem Messer an. Moran trug eine Verletzung in der Brust und eine Wunde am Hals davon. Trotz des hohen Blutverlustes überlebte Moran diese Attacke. Da am Hals eine Narbe zurückblieb, verdeckte Moran diese in der Regel durch seine gewählte Bekleidung.
Kurz nach seinem Krankenhausaufenthalt begann Moran regelmäßig die Bar von Bob McGovern zu frequentieren, wo verschiedene Größen der kriminellen Unterwelt ein und aus gingen. Dort traf er auf Mont Tennes, Jim O’Leary, James „Hot Stove Jimmy“ Quinn und andere kriminelle Größen. Insbesondere war Charles „The Ox“ Reiser Gast im McGovern's, ein bekannter und erfolgreicher Safeknacker, der bereits 1917 immer größere Einbrüche plante und daher begann ein zuverlässiges Team um sich herum zu versammeln. Moran wurde ein Kernmitglied dieser Gruppierung. Ein weiteres Mitglied, mit dem Moran schnell eine enge Freundschaft schloss, war Dean O’Banion, welcher bis dahin regelmäßig als singender Kellner bei McGovern's arbeitete. Dieser Gruppierung stieß schnell ein 19-jähriger Pole hinzu, der in der Verbrecherwelt als Hymie Weiss Bekanntheit erringen sollte. Reiser, O’Banion, Moran sowie Weiss sollten konstante Mitglieder dieser Gruppierung bleiben, während für vereinzelte Projekte andere Verbrecher angeheuert wurden.
Am 1. Februar 1918 wurde Moran in Anwesenheit von zwei Kollegen von der Polizei aufgegriffen, die in den drei die Beteiligten eines Raubüberfalls auf einen Mitarbeiter der Illinois Central Railroad sahen. Bei der darauf folgenden Auseinandersetzung mit der Polizei, bei der auch Schusswaffen eingesetzt wurden, kam auch ein unbeteiligter Passant ums Leben. Der Verantwortliche für die Ermordung, George Raymond, wurde bei seiner versuchten Flucht von der Polizei erschossen, während Moran verhaftet werden konnte. Schon bald wurde durch die Medien bekannt, dass es sich bei Moran um einen Ex-Häftling handelte, der begnadigt worden war, was zu heftiger Kritik am Justizsystem führte.
Als die Polizei erfuhr, dass Moran wegen einer nicht gezahlten Kaution bereits gesucht wurde, entschloss man sich, ihn in das Cook County Gefängnis zu bringen. Bei der Gerichtsverhandlung im April 1918 gelang es zwar Moran, seine Anklage auf eine Tateinheit des Überfalls herunterzuschrauben, doch aufgrund seiner Vergangenheit wurde ihm eine erneute Kaution verweigert und er musste bis zur Urteilsbekanntgabe im Gefängnis verbleiben. Am 4. Mai versuchte Moran mit einigen Mitgefangenen unter Zuhilfenahme von Dynamit einen Ausbruch aus dem Gefängnis, welcher jedoch fehlschlug. Am Ende des Monats wurde Moran zu einer Haftstrafe von 1 bis 14 Jahren verurteilt, ein Versuch seiner Anwälte, dieses Urteil anzufechten, blieb vorerst erfolglos und er wurde wieder im Gefängnis Joliet inhaftiert.
Auf Grund des mittlerweile gestiegenen Einflusses O’Banions wurde Moran am 16. März 1921 auf Kaution freigelassen und sein Anwalt ging vor Gericht in Berufung. Sofort nach seiner vorläufigen Entlassung schloss sich Moran wieder der O’Banion-Crew an, beteiligte sich jedoch nicht direkt am Alkoholschmuggel (auch wenn er gelegentlich aushalf), sondern konzentrierte sich weiter vor allem auf Diebstahl und Einbrüche.
Seinen Spitznamen „Bugs“ (von engl.: buggy = verrückt) bekam er, nachdem er einem Schneider, der ihn aufgrund seiner Herkunft mehr zahlen lassen wollte, beide Arme und Beine brach.

## Kampf gegen die Südseite
1924 wurde O’Banion von Johnny Torrios Männern, darunter Frankie Yale, getötet und Moran wurde zusammen mit Vincent „The Schemer“ Drucci hinter Hymie Weiss Vize-Boss der Gang. Am 25. Januar 1925 versuchten Weiss und Moran, Johnny Torrio zu töten. Aber gerade bevor Moran den finalen Schuss abgeben konnte, gingen ihm die Kugeln aus und er musste flüchten. Der nun eingeschüchterte Torrio kehrte Chicago den Rücken und überließ die Führung vor Ort Al Capone.
Und die „Südseite“ antwortete: am 13. Juni 1925 überfielen John Scalise, Albert Anselmi und Mike Genna die „Northsiders“ George Moran und Vincent Drucci aus dem Hinterhalt. Sie schossen mit Schrotflinten auf das Auto von Moran und verletzten Drucci.
Ungefähr eine Stunde später rasten Scalise, Genna und Anselmi südwärts auf der Western Avenue in Chicago. Sie wurden von einer Polizeitruppe verfolgt und an der Ecke Western und 60. Straße überholt. Nachdem die Fahrzeuge zum Stillstand gekommen waren, eröffneten die Kriminellen das Feuer. Während der Schießerei wurden die Chicagoer Polizisten Charles Walsh und Harold Olsen getötet. Michael Conway wurde schwer verwundet. Der vierte Polizist, William Sweeney, verfolgte die fliehenden Kriminellen in Richtung eines Häuserblocks. Mike Genna wurde bei diesem Fluchtversuch erschossen. Scalise und Anselmi wurden von der Polizei festgenommen.
Die Schmuggelaktionen Weiss’ und Morans verblieben die einzige ernstzunehmende Herausforderung gegenüber Al Capones Reich in Chicago, woraus sich jahrelange Bandenkriege zwischen beiden Rivalen ergaben. Moran hasste Capone und griff ihn auch in der Presse an. Er fühlte sich auch überlegen, da Capone in Prostitution verwickelt war, was der strenggläubige katholische Moran für seine eigenen Aktivitäten ablehnte.
Am 20. September 1926 versuchten Moran und seine Männer, Al Capone in einem Restaurant Ciceros zu töten. Der Anschlag war allerdings ohne Erfolg und Capone kam unverletzt davon.
Mehrere Partner Morans wurden von Capones Männern im berüchtigten Valentinstag-Massaker 1929 umgebracht. Moran, wahrscheinlich das eigentliche Ziel, überlebte, da er verspätet in der Garage eintraf.
Am 24. April 1930 veröffentlichte die Chicago Crime Commission eine Liste mit 28 „öffentlichen Feinden“ Chicagos, die von Al Capone angeführt wurde und auf der Moran an zwölfter Stelle geführt wurde.

## Nach der Prohibition
Als die Prohibition 1933 endete, verloren die verschiedenen Gangs Chicagos an Einfluss, ebenso Moran. Ob Moran 1936 an Jack „Machine Gun“ McGurn, welcher als Hauptorganisator des Valentinstag-Massakers galt, Rache verübte, ist unklar. Dies wäre eine der letzten größeren Aktionen der Gang gewesen. Nach einer anderen These war McGurn für das Chicago Outfit wertlos geworden, da ähnlich wie bei Moran, der öffentliche Verfolgungsdruck seit der Liste der Chicago Crime Commission enorm angewachsen war. Demnach wurde McGurn 1936 als potentieller Verräter auf Anweisung von Frank Nitti erschossen.
Morans verbliebene Glücksspielhallen wurden von den wachsenden Syndikaten unter der Führung Meyer Lanskys und Charles „Lucky“ Lucianos übernommen.
Im Juli 1946 wurde Moran wegen Bankraubs in Ohio festgenommen. Seine Beute bestand aus 10.000 US-Dollar, eine geringe Menge, verglichen mit seinem Lebensstil während der Prohibition. Er wurde verurteilt und nach der zehnjährigen Gefängnisstrafe musste er gleich für einen weiteren Raubüberfall ins Gefängnis. Am 25. Februar 1957 starb er dort an Lungenkrebs. Er bekam außerhalb des Gefängnisses ein Armenbegräbnis.

## Film und Fernsehen
- 2017: Darstellung im Film Gangster Land (In the Absence of Good Men) durch Peter Facinelli.